# Bai Yun
Bai Yun (chinois : 白云) est un panda géant femelle née le 7 septembre 1991. Elle fut la première naissance réussie d'un panda géant au Wolong Giant Panda Research Center en Chine. Elle a vécu au zoo de San Diego de septembre 1996 à mai 2019, date à laquelle elle retourna sur ses terres originaires. Bai Yun donna naissance à son sixième petit en 2012 depuis son arrivée au zoo de San Diego ; considéré alors comme étant le plus vieux panda vivant dans un établissement d'élevage en dehors de la Chine natale. Bai Yun fut renvoyée en Asie avec son sixième petit en mai 2019, alors que le prêt de conservation de 23 ans des pandas prit fin entre la Chine et le zoo de San Diego.

## Histoire
La mère de Bai Yun, Dong Dong, fut capturée dans la nature et se trouvait au Panyu Xiangjiang Wild Animal World à Guangzhou au moment de sa mort en 2011,. Le père de Bai Yun, Pan Pan, qui était également celui de Tian Tian, vivait à Zunyi.
Au printemps 1999, Bai Yun fut inséminé artificiellement avec du sperme de Shi Shi, le panda mâle du zoo à cette époque. Le 21 août 1999, Bai Yun donna naissance à son premier petit, Hua Mei, qui est également le premier panda géant né aux États-Unis à survivre jusqu'à l'âge adulte.
Bai Yun a depuis donné naissance à cinq autres petits, Mei Sheng (2003), Su Lin (2005), Zhen Zhen (2007), Yun Zi (2009) et Xiao Liwu (2012), tous par accouplement naturel. Bai Yun et Gao Gao, le père de ces petits, sont considérés comme les parents de pandas les plus performants en captivité,. Avec la naissance de Xiao Liwu en 2012, Bai Yun devint le deuxième panda le plus âgé jamais enregistré à avoir donné naissance. Le panda le plus âgé enregistré à avoir donné naissance avait deux jours de plus que Bai Yun au moment de la naissance de leurs petits respectifs. En mai 2019, Bai Yun est mère de six pandas, grand-mère de huit pandas et arrière-grand-mère de deux pandas.
Après 23 ans d'absence de son pays d'origine, Bai Yun et son fils, Xiao Liwu, furent renvoyés en toute sécurité en Chine, en particulier à Dujiangyan, le site du China Giant Panda Conservation Research Center.